# ستيفن بيكر
ستيفن بيكر (بالإنجليزية: Stephen Baker)‏ هو سياسي أسترالي، ولد في 30 مايو 1946. حزبياً، نشط في حزب أستراليا الليبرالي (فرع جنوب أستراليا) ‏.

## مناصب
- في 1993 South Australian state election [الإنجليزية]‏، انتخب عضو مجلس النواب جنوب أستراليا من الجمعية عن دائرة Electoral district of Waite [الإنجليزية]‏ وقد انضم خلال فترته النيابية ‏ (11 ديسمبر 1993 – 10 أكتوبر 1997) للكتلة البرلمانية حزب أستراليا الليبرالي (فرع جنوب أستراليا) [الإنجليزية]‏.
- انتخب وزير المالية (13 فبراير 1997 – 10 أكتوبر 1997).
- انتخب Minister for Housing and Urban Development ‏ (12 ديسمبر 1996 – 10 أكتوبر 1997).
- انتخب Minister for Police ‏ (22 ديسمبر 1995 – 12 ديسمبر 1996).
- انتخب وزير مالية جنوب أستراليا [الإنجليزية]‏ (14 ديسمبر 1993 – 10 أكتوبر 1997).
- انتخب Deputy Premier of South Australia [الإنجليزية]‏ (14 ديسمبر 1993 – 28 نوفمبر 1996).
- انتخب عضو مجلس النواب جنوب أستراليا من الجمعية عن دائرة Electoral district of Mitcham (South Australia) [الإنجليزية]‏ وقد انضم خلال فترته النيابية (6 نوفمبر 1982 – 10 ديسمبر 1993) للكتلة البرلمانية حزب أستراليا الليبرالي (فرع جنوب أستراليا) [الإنجليزية]‏.